# Gluskap
Gluskap – w legendzie Algonkinów silny Indianin, który pokonał smoka, czarowników Medecolin, ducha nocy Pamolę i wiele innych demonów i czarowników. Jedynym przeciwnikiem, którego nie mógł pokonać był Wasis - dziecko, które potrafiło bardzo głośno krzyczeć. Gluskap - po wykonaniu wszystkich tańców wojennych, recytacji magicznych formuł i śpiewaniu głośno piosenek - uciekł, przegrywając.